# Unión de la Patria - Demócrata-Cristianos Lituanos

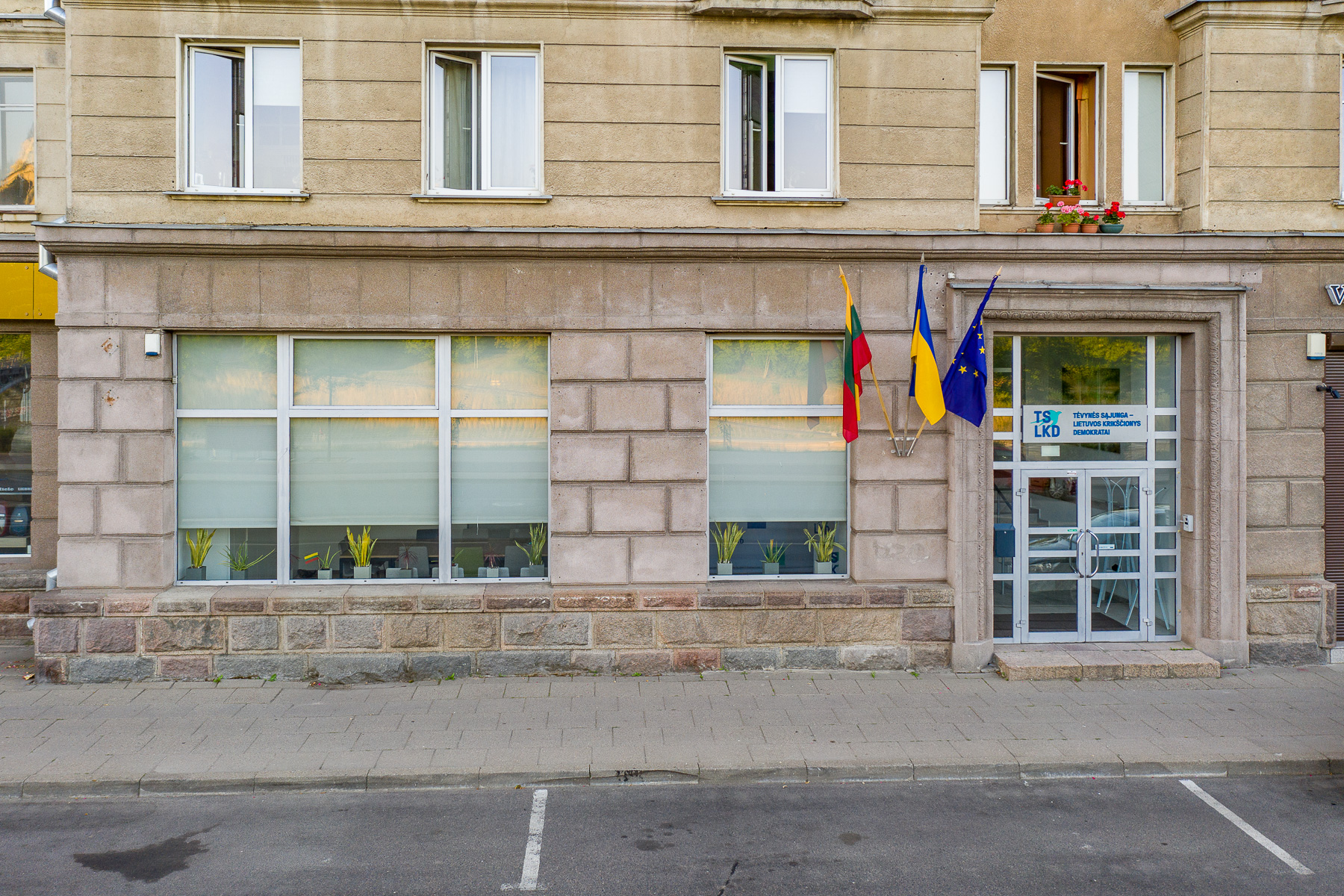

La Unión de la Patria - Demócrata-Cristianos Lituanos (en lituano: Tėvynės Sąjunga - Lietuvos Krikščionys Demokratai - TS-LKD) es un partido político de Lituania de centroderecha, fundado en 1993 con la denominación de Unión de la Patria - Conservadores Lituanos.
Es el principal partido de centro-derecha, con una ideología particularmente liberal conservadora y democrática cristiana, pero también nacionalista y económicamente liberal. Su actual líder es Gabrielius Landsbergis, quien reemplazó a Andrius Kubilius (después de ser líder del partido por 12 años) en 2014. Es miembro del Partido Popular Europeo (PPE) y de la Unión Internacional Demócrata.

## Historia
Fue fundada en mayo de 1993 por el ala derecha del Movimiento Reformista Lituano (Sąjūdis), dirigida por Vytautas Landsbergis, que había llevado a Lituania a la independencia. En las elecciones nacionales de 1996, consiguió el 31,3% de los votos y obtuvo 70 diputados al Seimas, pero en las elecciones del 2000 se redujo al 8,6% con 9 diputados.
Tras la admisión de Lituania a la Unión Europea en 2004, obtuvo dos escaños en las elecciones al Parlamento Europeo, uno de los cuales fue Vytautas Landsbergis, que formó parte del Grupo del PPE-DE. En la elección de 2004 al Seimas, el partido ganó el 14.7% del voto popular y 25 de 141 asientos.
Hasta la fusión con la Unión Lituana de Prisioneros Políticos y Deportados y la Unión de Derecha de Lituania), se conocía como "Unión de la Patria (Conservadores Lituanos)". El último cambio de nombre fue el resultado de la fusión con la Unión Nacional Lituana el 11 de marzo de 2008 y los Demócratas-Cristianos Lituanos el 17 de mayo de 2008, tras lo cual la Unión de la Patria - Demócratas Cristianos Lituanos se convirtió en el partido más grande de Lituania con más de 18.000 miembros.
En las elecciones legislativas de 2008, Unión de la Patria obtuvo el 19,72% del voto nacional y 45 escaños en el Seimas: 20 más que en 2004. Al convertirse en el mayor partido en el Seimas, formó un gobierno de coalición con el Movimiento Liberal, Unión Liberal y de Centro y el Partido Nacional de Resurrección. Juntos, ocuparon una mayoría de 80 de los 141 escaños en el Seimas, y el líder de la Unión de la Patria, Andrius Kubilius, fue nombrado primer ministro por segunda vez.
En junio de 2011, la Unión Nacional Lituana declaró su retirada del partido.
El apoyo al partido se desplomó en la elección de 2012, y fue excluido del gobierno.

## Resultados electorales
| Año  | Votos        | %     | Resultado | +/- | Gobierno  |
| ---- | ------------ | ----- | --------- | --- | --------- |
| 1996 | 409.585 (#1) | 31,34 | 70/141    | 40a | Coalición |
| 2000 | 126.850 (#4) | 8,62  | 9/141     | 61  | Oposición |
| 2004 | 176.409 (#3) | 14,75 | 25/141    | 16  | Oposición |
| 2008 | 243.823 (#1) | 19,72 | 45/141    | 20  | Coalición |
| 2012 | 206.590 (#3) | 15,08 | 33/141    | 12  | Oposición |
| 2016 | 276.275 (#1) | 22,63 | 31/141    | 2   | Oposición |
| 2020 | 292.068 (#1) | 25,77 | 50/141    | 19  | Coalición |

a Respecto al resultado de Sąjūdis en 1992.